# 屋内GPS
屋内GPS（おくないGPS）とは、狭義の定義では、GPS/GNSS技術を応用した屋内測位技術の総称。広義の定義では、無線測位やQRコードなどを用いた屋内測位などがある。
屋内GPSは、1970年代にGPS衛星を打ち上げるために、地上で使われた擬似衛星（スードライト）の屋内への適用が始まりである。その後、GPSリピータ方式や、IMES (Indoor MEssaging System) などが考案された。
近年、屋内測位技術へのニーズは高まっており、無線LAN測位やQRコードなどを用いた屋内測位全般を屋内GPSと呼ぶ場合もある。